# Le Cros-de-Cagnes
Pour les articles homonymes, voir Cros.
Le Cros-de-Cagnes est un lieu-dit de la commune de Cagnes-sur-Mer, connu pour son port de pêche et son "église jaune".

## Histoire
Le Cros-de-Cagnes est un quartier de pêcheurs italiens venus sur la Côte d'Azur au XIXe siècle. En effet, en 1813, des familles de pêcheurs s'installent dans une anse marécageuse bien abritée des vents d'est. Le premier charpentier de marine s'établit au Cros-de-Cagnes vers 1860. En 1866, les pêcheurs se placent sous la protection de saint Pierre, leur patron, et bâtissent la chapelle Saint-Pierre (dite l'église jaune), monument emblématique du Cros-de-Cagnes. Cette chapelle, aujourd’hui rénovée, a été décorée de céramiques peintes par Alexis Obolensky sur le thème du Christ et de saint Pierre. 
Le port de pêche connaît sa plus grande activité entre 1920 et 1930, avec 200 pointus de pêche faisant vivre un millier d'habitants.
En 1939, un port-abri est créé ; il est protégé par un épi depuis 1960.
Le Cros-de-Cagnes abrite la plus ancienne station de la Société nationale de sauvetage en mer (SNSM) des Alpes-Maritimes, créée en 1924.
Le quartier s'est constitué en Commune libre en 1995.
Le Cros-de-Cagnes a célébré les 200 ans de sa création le 1er juin 2013 lors d'une journée de festivités impliquant toutes les associations locales.

## Description
Le quartier du Cros-de-Cagnes se caractérise par ses petites rues et ses maisons de pêcheurs, aujourd'hui entourées d'immeubles. L'avenue des Oliviers est la principale rue commerçante.
Le Cros-de-Cagnes est desservi par les TER à la gare du Cros.
Actuellement il ne reste, dans le petit port-abri du Cros, qu'une demi-douzaine de pêcheurs, regroupés dans la Prud'homie de pêche. 
Créée par les pêcheurs du Cros-de-Cagnes pour maintenir leurs traditions maritimes, l'Amicale San Peïre dei Pescadou dou Cros organise des fêtes traditionnelles ainsi que des compétitions de rame et de joute.
Le quartier possédait son club sportif (football), l'Entente Sportive du Cros de Cagnes (ESCC) qui a désormais fusionné avec l'US Cagnes pour donner naissance à l'Association Sportive Cagnes-Le Cros (ASCC).
L'ESCC est aujourd'hui le club de handball masculin de la ville, inscrit dans plusieurs catégories d'âges des compétitions départementales et régionales. La section fut créée en 1972, au sein de l'ESCC (alors uniquement club de football). L'équipe 1 évolue dans le championnat de Pré-Nationale, les matchs et entraînements se déroulent à la Maison des Sports.

## Galerie

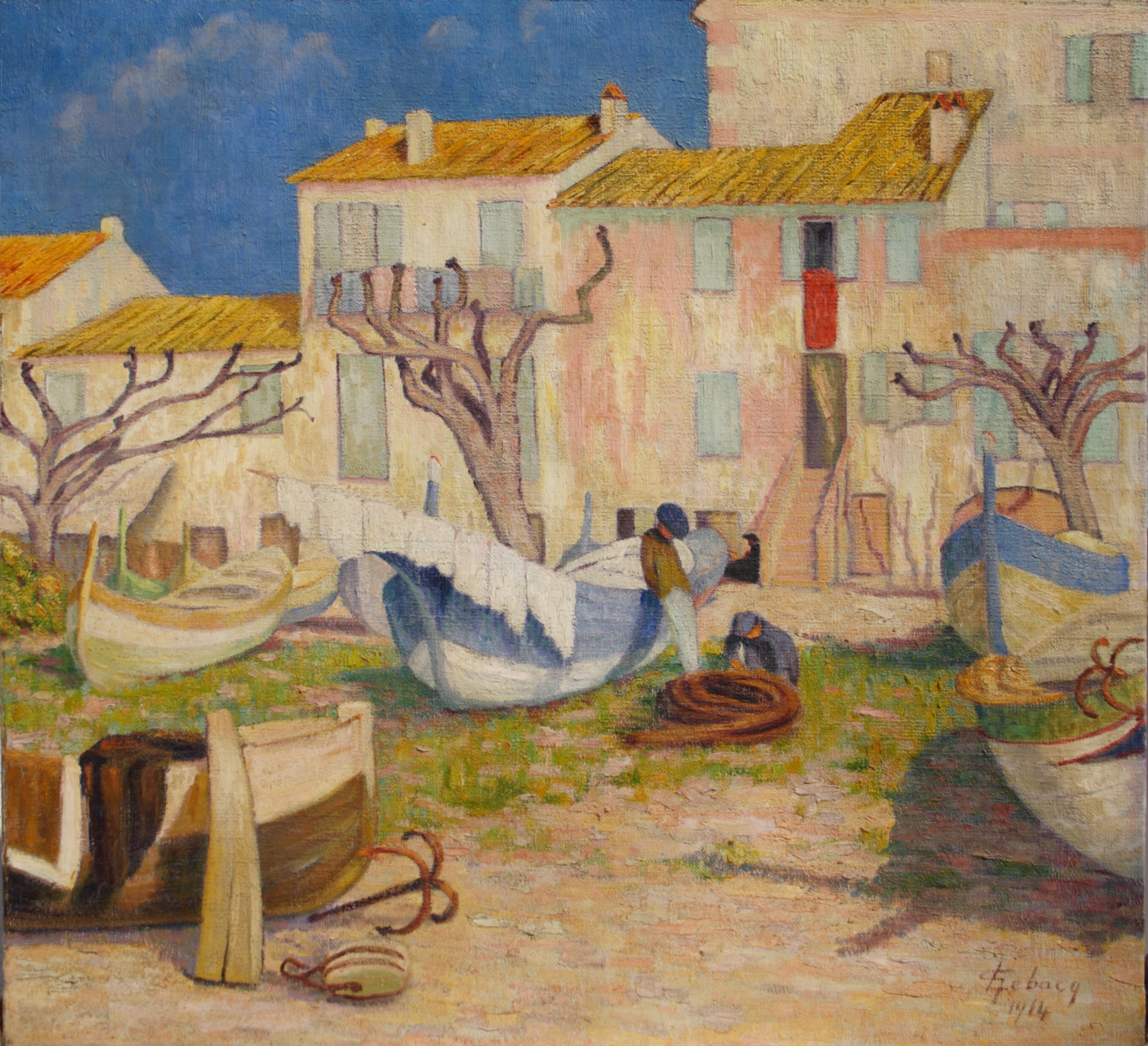
Georges-Émile Lebacq, 1914 :  A Cros-de-Cagnes
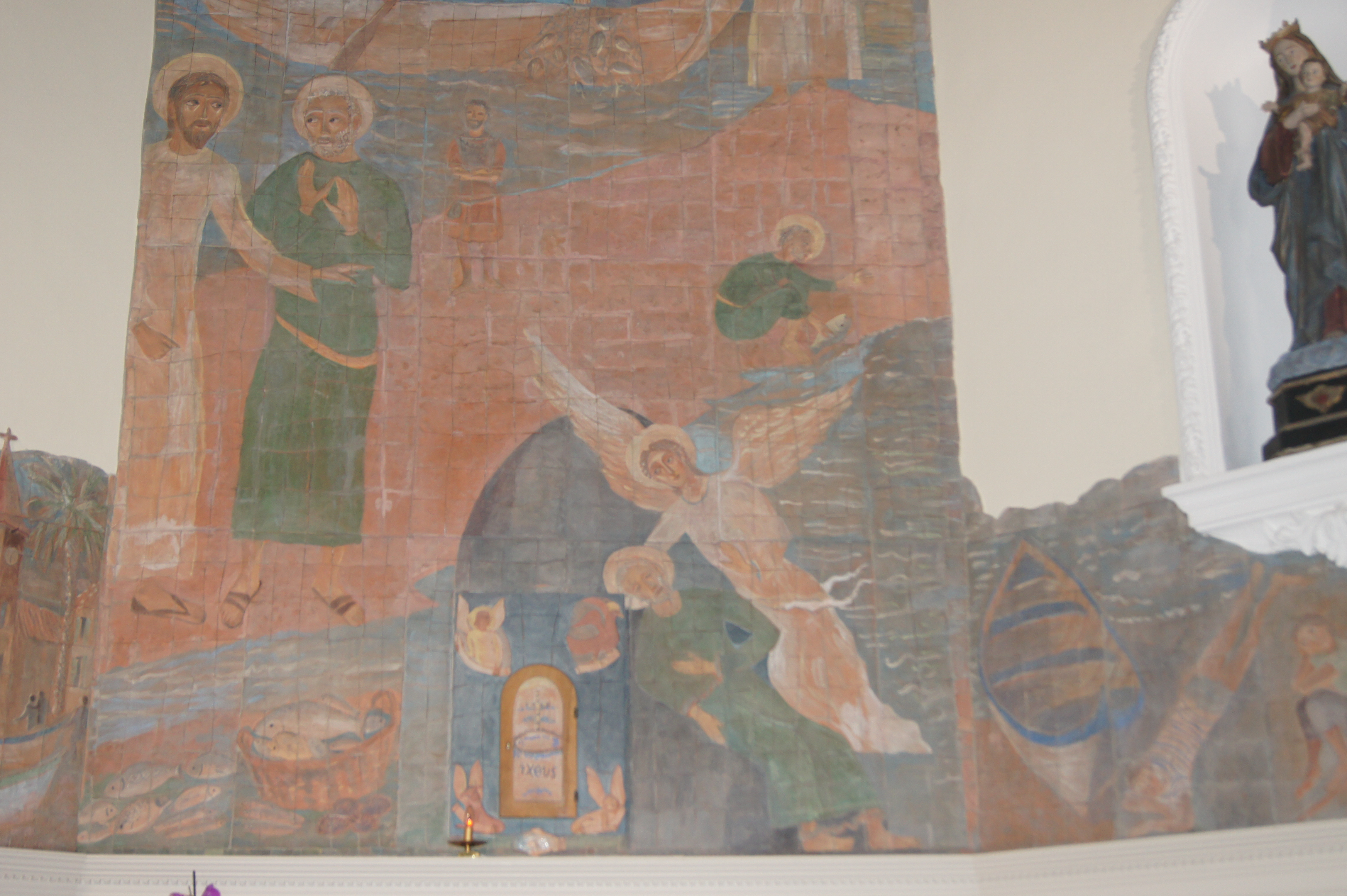
Le Christ et saint Pierre (détail du décor de l'abside) par Alexis Obolensky.
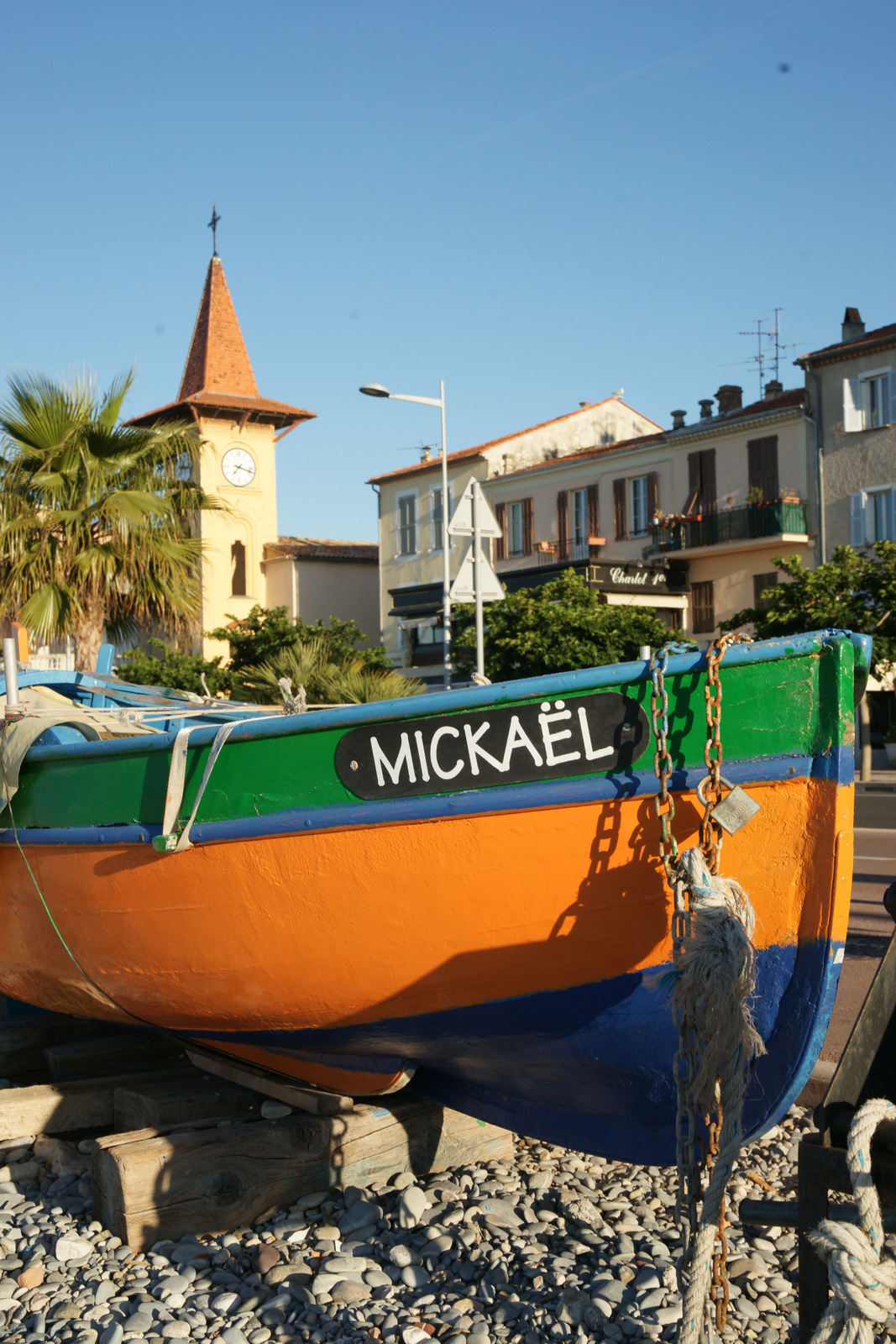
chapelle Saint Pierre du Cros-de-Cagnes depuis la plage
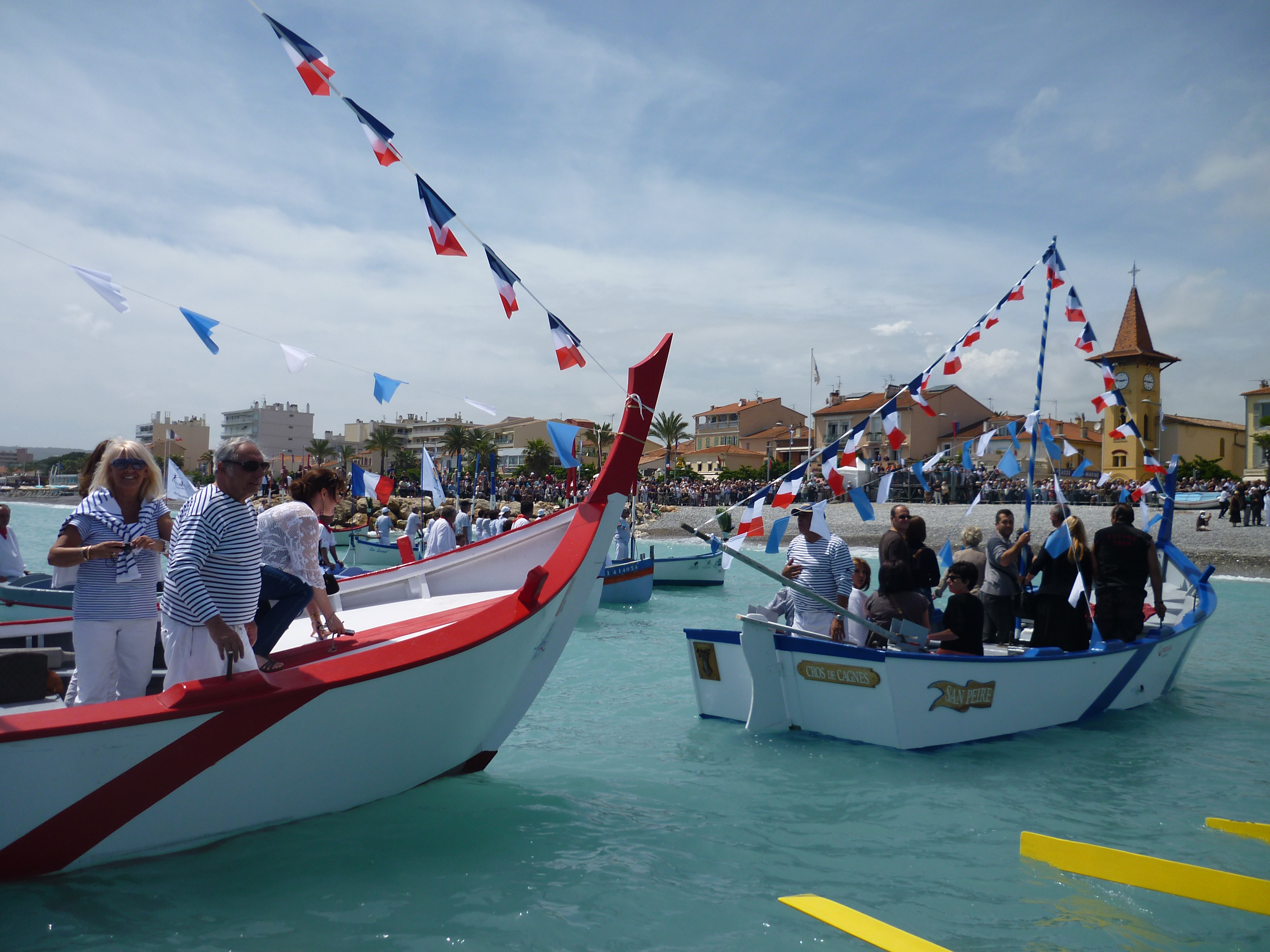
Lors de la célébration des 200 ans de la création du port de pêcheurs du Cros de Cagnes
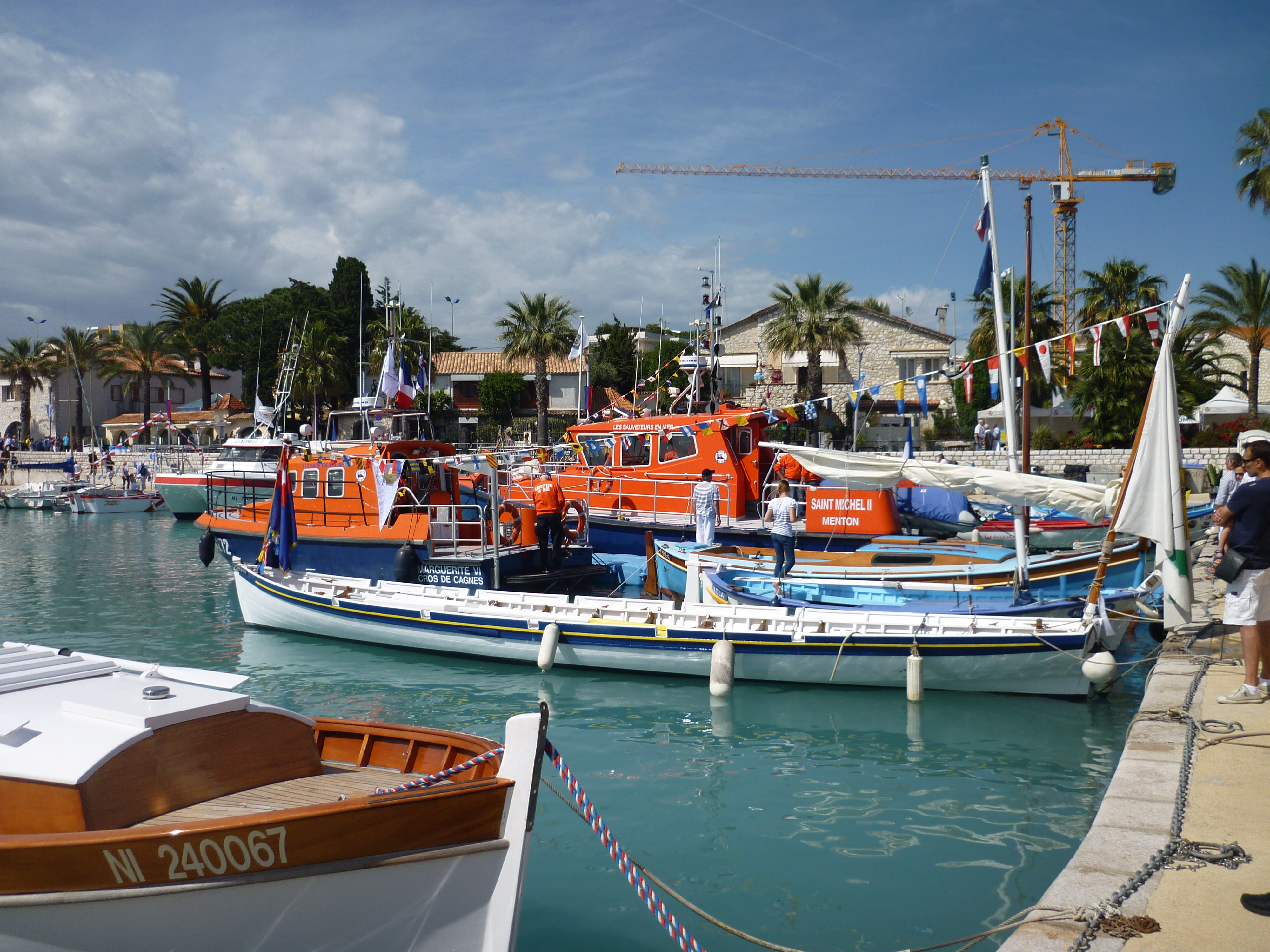
Le port de pêcheurs du Cros de Cagnes lors de la célébration des 200 ans de sa création